# Belleza fatal
Beleza fatal (en español: Belleza fatal) es una telenovela brasileña creada por Raphael Montes. Está protagonizada por Camila Pitanga, Camila Queiroz y Giovanna Antonelli. Se estrenó a través de Max el 27 de enero de 2025.

## Trama
Siendo niña, Sofía vio a su madre, Cléo, encarcelada y asesinada injustamente por su tía Lola, una mujer ambiciosa y sin escrúpulos. Sin ningún lugar a donde ir, Sofía es acogida por la amorosa familia Paixão, liderada por la misteriosa Elvira, quien también está sufriendo porque su hija Rebeca, aspirante a modelo, terminó en el hospital después de una cirugía plástica fallida. El responsable de la cirugía es Benjamin Argento, cirujano plástico y heredero de un imperio de belleza. Años después, Sofía planea su venganza. Con la ayuda de la familia Paixão, Sofía quiere destruir a Lola y a todos aquellos que le han hecho daño. En su obsesión, Sofía se reencuentra con un amor de la infancia, Gabriel, hijo de Lola y Rubém, cuyo sueño es convertirse en policía como su padre, cuestionando sus propios pasos y descubriendo que hacer justicia tiene un precio muy alto.

## Reparto
- Camila Pitanga como Dolores «Lola» Fernandes Argento
- Camila Queiroz como Sofía Fernandes / Júlia Guimarães
  - Melissa Sampaio interpretó a Sofía de niña
- Giovanna Antonelli como Elvira Paixão
- Caio Blat como el Dr. Benjamín Argento
- Marcelo Serrado como Rog Ferreira «Dr. Peitão»
- Julia Stockler como Gisela Argento
- Romaní como Gabriel Fernandes Carvalho
  - Noah Moi como interpretó a Gabriel de niño
- Breno Ferreira como Alec Paixão
  - Raphael Raposo interpretó a Alec de niño
- Manu Morelli como Caroline Argento Monteiro
  - Gaby Martins interpretó a Caroline de niña
- Naruna Costa como Vivianne
- Mónica Torres como Ana
- Kiara Felippe como Andrea
- Drayson Menezes
- Murilo Rosa como el Dr. Tomás Monteiro
- Herson Capri como el Dr. Átila Argento
- Vanessa Giácomo como Cléonice «Cléo» Fernandes
- Augusto Madeira como Lino Paixão
- Martha Meola como Kelly
- Patricia Gaspar como Ramona
- Leonardo Miggiorin como Rafuda
- Pepita como Bel
- Mariana Molina como Mariana
- Lua Lucas como Cidinha
- Santiago Acosta como Javier
- Georgette Fadel como Nara
- Ana Kutner
- Luciano Chirolli
- Marat Descartes como Gilberto
- Fernanda Marques como Rebeca «Beca» Paixão
- Rei Black como Rubem
- Valesca Popozuda como ella misma

## Producción
Como recién llegado a Brasil, Max ya estaba demostrando que quería ser líder del mercado de telenovelas y un competidor directo de las telenovelas exclusivas de Globoplay. Para lograrlo, buscó contratar grandes nombres de su principal competidor. En 2021, Mônica Albuquerque asumió el área de series y telenovelas en Warner Bros. Discovery y Silvio de Abreu fue contratado por el servicio de streaming, con el cargo de Supervisor de Telenovelas, cargo similar al que ocupaba en TV Globo.  Para desarrollar la telenovela, HBO anunció la contratación de Raphael Montes, guionista de Buenos Días, Verónica, La chica que mató a sus padres y El chico que mató a mis padres.  El 8 de abril de 2022, se anunció que la telenovela se titularía Segundas Intenções, inspirada en la venganza de la protagonista. Sin embargo, en enero de 2023, la telenovela cambió su título a Beleza Fatal. En septiembre de 2022, luego de varios aplazamientos, la telenovela fue cancelada temporalmente debido a la fusión entre Warner y Discovery, pero Raphael continuó desarrollándola y entregó todos los episodios escritos.  La telenovela iba a ser dirigida originalmente por Joana Jabace, quien abandonó la producción después de la cancelación temporal, siendo reemplazada por María de Médicis. El rodaje comenzó en septiembre de 2023 con localizaciones en Río de Janeiro y São Paulo.

## Lanzamiento
Belleza Fatal se estrenó a través de Max el 27 de enero de 2025, lanzando cinco nuevos episodios semanalmente. El 22 de enero de 2025, Band anunció la adquisición de la telenovela para su emisión por televisión abierta lineal. Su estreno ocurrió el 10 de marzo de 2025.

## Recepción

### Audiencia televisiva
Debutó con 1.6 puntos y un pico de 2.9 en la Región metropolitana de São Paulo, principal metrópoli del país. A pesar de ocupar el cuarto lugar, la telenovela no modificó los índices de audiencia del horario estelar de Band. En el Panel Nacional de Televisión (PNT), se estrenó con 1.4 puntos. El segundo capítulo registró 1.3 puntos, pero siguió cayendo, alcanzando un pico de 0.8.

### Críticas
La telenovela fue bien recibida por el público, siendo las actuaciones de Camila Pitanga, Camila Queiroz y Giovanna Antonelli las más elogiadas, así como muchas las comparaciones con títulos del momento de TV Globo. La trama ha recibido elogios incluso de autores de la emisora carioca, como Gloria Perez y Ricardo Linhares.